# Guelmim (stad)
Guelmim (ook wel: Goulimine) is een stad in Marokko en is de hoofdplaats van de provincie Guelmim.
In 2014 telde Guelmim ongeveer 318.118 inwoners.
De stad is gelegen tussen Agadir en Tan-Tan. Guelmim ligt 200 kilometer ten zuiden van Agadir en 130 kilometer ten noorden van Tan-Tan.